# Земледелие у славян
Земледелие у славян являлось основой их хозяйства, которое оказывало влияние на славянский календарь, кухню, быт и мифологию. Славяне отдыхали преимущественно зимой (коляда, святки, масленица), тогда как лето было временем жатвы (страда). Славяне занимались земледелием преимущественно для собственного пропитания и оно практически никогда не носило товарного характера.

## Возникновение и развитие систем земледелия
Славяне издревле занимались пашенным, подсечно-огневым земледелием. Поле (пол. Pole) под пашню расчищалось с помощью огня, а затем начиналась пахота и сев.

## Орудия труда
При освоении людьми новых жизненных пространств, в бытовой жизнедеятельности в целом и в подсечно-огневом методе ведения земледелия в частности, ключевую роль играл топор. При помощи топора и огня расчищалось от деревьев и прочей растительности новое поле для распашки.
Среди инструментов для рыхления и перекапывания земли славянами широко использовались мотыга, заступ и лопата. Наиболее широкое применение эти ручные орудия труда получили в огородничестве.
Поля с достаточно большой площадью земли рыхлили с помощью тягловых орудий пахоты — рала, сохи (пол. Socha), или плуга. Для ведения такого вида работ славяне привлекали волов или лошадей.
Традиционно сбор урожая зерновых культур славянами осуществлялся посредством жатвы серпом (пол. Sierp). О жатве серпом сообщают древнерусские письменные источники начала XIII века, она изображена на миниатюрах и фресках.
Кошение при уборке урожая зерновых культур начало применяться только в XVIII веке в связи с изданием Петром I указа «Об отправлении в разные хлебородные места крестьян для обучения местных обывателей снимать хлеб с поля косами». Но даже после издания указа коса не смогла занять место серпа в сельском хозяйстве, где серп не только применялся, но и продолжил конструктивно дорабатываться вплоть до середины XX века. Кошение косой осуществлялось преимущественно во время сенокошения, что отражено в термине.
Пучки колосьев вязали в снопы, молотили цепами (пол. Cep).

## Культурные растения
Основными земледельческими культурами были пшеница (пол. Pszenica), рожь (жито), ячмень (пол. Jęczmień), овес (пол. Owies), из которых славяне пекли хлеб (пол. Chleb, в том числе и ритуальный каравай) и блины, а также делали каши (пол. Kasza). Также выращивали капусту (пол. Kapusta), горох (пол. Groch) и репу. В дальнейшем репа у славянских народов была заменена на картофель. От средиземноморских греков славяне заимствовали не только письменность и религию, но и некоторые сельскохозяйственные культуры (свёкла и греча).

## Годовой цикл сельскохозяйственных работ

### Жатва

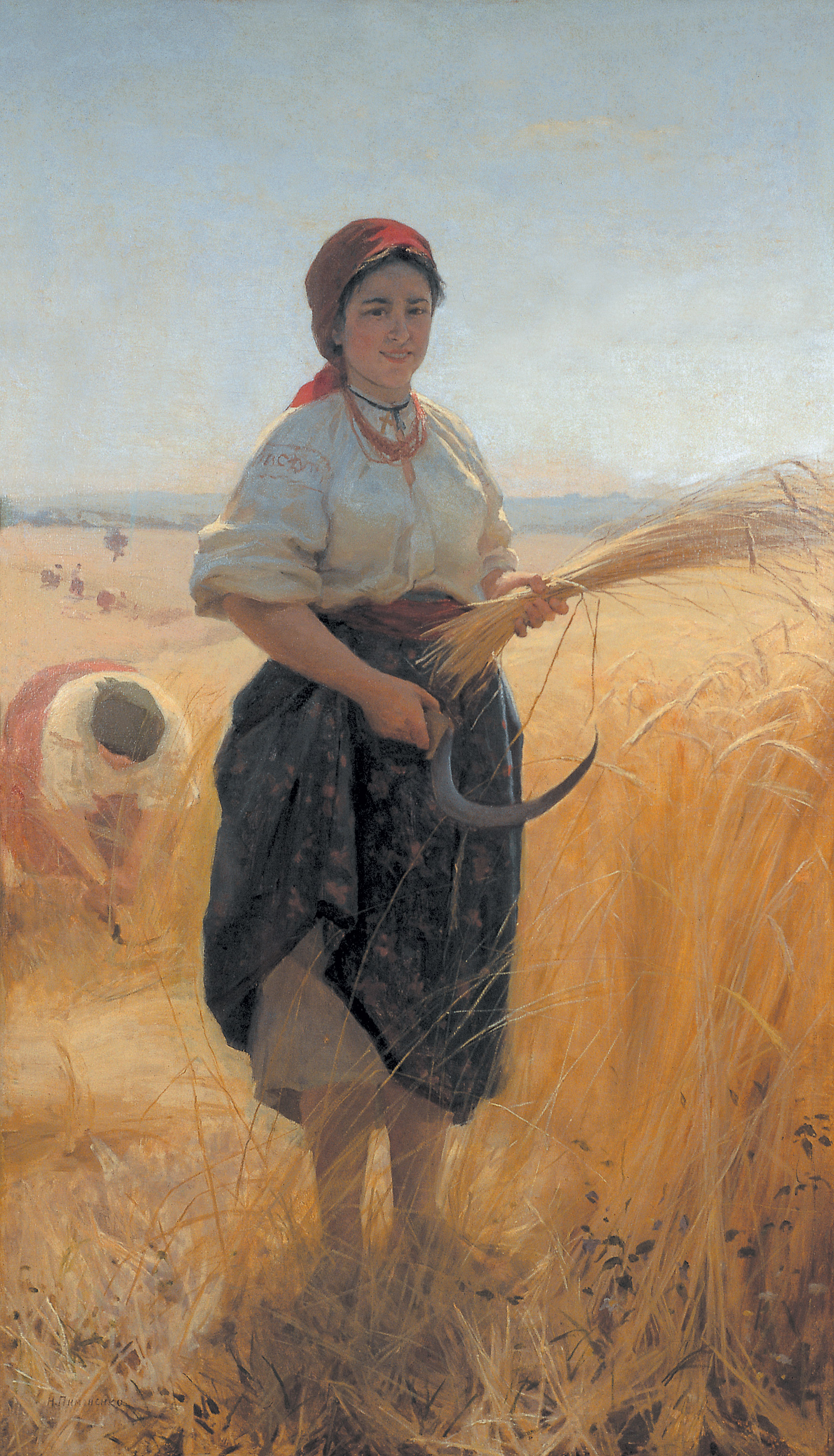
Жница

Земледельческий цикл завершался в конце лета — начале осени разнообразными праздниками урожая (обжинки, капустник). Месяц жатвы приходился на август и назывался серпень

### Хранение урожая
Урожай хранили в житницах (сначала в зерновых ямах, а затем в амбарах и сараях).